# Leigh Francis
Leigh Szaak Francis (n. 30 aprilie 1973) este un comediant englez.